# Бернгард Кюль
Бернгард Кюль (нім. Bernhard Kühl; 25 травня 1886, Мемель — 22 лютого 1946, Заксенгаузен) — німецький офіцер, генерал авіації. Кавалер Лицарського хреста Хреста Воєнних заслуг з мечами.

## Біографія
28 лютого 1905 вступив в 140-й піхотний полк. Закінчив Військову академію (1914) і пройшов підготовку льотчика-спостерігача (1914). Учасник Першої світової війни, з серпня 1914 року — в авіації. З 22 квітня 1916 року — командир 26-го, потім 45-го, 1-го і 202-го авіаз'єднань, в травні-липні 1918 року — авіагрупи 7-го корпусу. 
У березні-квітні 1919 року — член фрайкору. Після демобілізації армії залишений в рейхсвері, командир роти. 1 жовтня 1923 року переведений у Військове управління Військового міністерства. З 1 жовтня 1926 по 31 березня 1928 року — інструктор кавалерійського училища в Ганновері. З 1 жовтня 1930 року — командир батальйону 1-го піхотного полку, 1 лютого 1933 року очолив відділ Військового міністерства. 1 вересня 1933 року переведений в люфтваффе і призначений начальником Оперативного відділу Командного управління люфтваффе. З 1 жовтня 1935 року — вищий авіаційний командир 2. 1 липня 1937 року очолив Оперативний штаб люфтваффе, а 1 лютого 1938 року був призначений генерал-інспектором люфтваффе. 
3 червня 1940 року призначений інспектором військово-навчальних закладів люфтваффе. Після чергової кризи люфтваффе і чищення вищого командного складу Кюль в числі інших був звинувачений Германом Герінгом в поганій роботі, 21 липня 1941 року зарахований в резерв, а 31 жовтня 1943 року звільнений у відставку. У травні 1945 року заарештований радянською контррозвідкою СМЕРШ і поміщений в табір для військовополонених, розміщений в бараках концентраційного табору Заксенгаузен. Помер в ув'язненні.

## Звання
- Фанен-юнкер (8 лютого 1905)
- Фенріх (28 лютого 1905)
- Лейтенант (27 січня 1906)
- Обер-лейтенант (16 червня 1913)
- Гауптман (27 січня 1915)
- Майор (1 квітня 1927)
- Оберст-лейтенант (1 жовтня 1931)
- Оберст (1 квітня 1934)
- Генерал-майор (1 квітня 1936)
- Генерал-лейтенант (1 лютого 1938)
- Генерал авіації (1 квітня 1939)

## Нагороди
- Залізний хрест 2-го і 1-го класу
- Нагрудний знак пілота-спостерігача (Пруссія)
- Королівський орден дому Гогенцоллернів, лицарський хрест з мечами
- Почесний хрест ветерана війни з мечами
- Медаль «За вислугу років у Вермахті» 4-го, 3-го, 2-го і 1-го класу (25 років)
- Нагрудний знак спостерігача
- Медаль «У пам'ять 1 жовтня 1938» із застібкою «Празький град»
- Медаль «У пам'ять 22 березня 1939 року»
- Застібка до Залізного хреста 2-го і 1-го класу
- Хрест Воєнних заслуг 2-го і 1-го класу з мечами
- Лицарський хрест Хреста воєнних заслуг з мечами (16 листопада 1943)